# Natação no Campeonato Europeu de Esportes Aquáticos de 2012 - 4x100 m livre feminino
A prova do revezamento 4x100 metros livre feminino da natação no Campeonato Europeu de Esportes Aquáticos de 2012 ocorreu no dia 21 de maio em Debrecen na Hungria. 

## Calendário
| Fase          | Data       | Hora  |
| ------------- | ---------- | ----- |
| Eliminatórias | 21 de maio | 11:37 |
| Final         | 21 de maio | 18:11 |

Todos os horários estão no horário local (UTC+1)

## Recordes
Antes desta competição, os recordes eram os seguintes:
| Recorde mundial       | Países Baixos | 3:31.72 | Roma      | 26 de julho de 2009 |
| Recorde europeu       | Países Baixos | 3:31.72 | Roma      | 26 de julho de 2009 |
| Recorde do campeonato | Países Baixos | 3:33.62 | Eindhoven | 18 de março de 2008 |

## Medalhistas
| Ouro                                                                        | Prata                                                                             | Bronze                                                                        |
| Alemanha · Britta Steffen · Silke Lippok · Lisa Vitting · Daniela Schreiber | Suécia · Ida Marko-Varga · Michelle Coleman · Sarah Sjöström · Gabriella Fagundez | Itália · Alice Mizzau · Federica Pellegrini · Erica Buratto · Erika Ferraioli |

## Resultados

### Eliminatórias
Esses foram os resultados das eliminatórias. 
| Pos. | Bateria | Raia | Nadadoras                                                                             | Nacionalidade | Tempo   | Notas |
| ---- | ------- | ---- | ------------------------------------------------------------------------------------- | ------------- | ------- | ----- |
| 1    | 1       | 6    | Britta Steffen Silke Lippok Lisa Vitting Daniela Schreiber                            | Alemanha      | 3:40.90 | Q     |
| 2    | 2       | 6    | Nathalie Lindborg Michelle Coleman Louise Hansson Sarah Sjöström                      | Suécia        | 3:41.88 | Q     |
| 3    | 2       | 4    | Erica Buratto Alice Mizzau Alice Nesti Erika Ferraioli                                | Itália        | 3:42.79 | Q     |
| 4    | 1       | 5    | Theodora Drakou Theodora Giareni Nery Mantey Niangkouara Kristel Vourna               | Grécia        | 3:43.09 | Q,    |
| 5    | 1       | 3    | Katinka Hosszú Ágnes Mutina Zsuzsanna Jakabos Evelyn Verrasztó                        | Hungria       | 3:43.94 | Q     |
| 6    | 1       | 2    | Henriette Brekke Cecilie Johannessen Monica Johannessen Ingvild Snildal               | Noruega       | 3:44.09 | Q,    |
| 7    | 2       | 5    | Sviatlana Khakhlova Aksana Dziamidava Yuliya Khitraya Yana Parakhouskaya              | Bielorrússia  | 3:46.71 | Q     |
| 8    | 1       | 4    | Ragnheidur Ragnarsdottir Eva Hannesdóttir Eygló Ósk Gústafsdóttir Sarah Blake Bateman | Islândia      | 3:48.83 | Q,    |
| 9    | 2       | 2    | Aneta Pechancová Klára Václavíková Alžběta Řehořková Martina Moravčíková              | Chéquia       | DSQ     |       |
| 9    | 2       | 3    | Hanna-Maria Seppälä Emilia Pikkarainen Laura Kurki Linda Laihorinne                   | Finlândia     | DSQ     |       |

### Final
Esse foi o resultado da final. 
| Pos.              | Raia | Nadadoras                                                                                  | Nacionalidade | Tempo   | Notas            |
| ----------------- | ---- | ------------------------------------------------------------------------------------------ | ------------- | ------- | ---------------- |
| Medalha de ouro   | 4    | Britta Steffen Silke Lippok Lisa Vitting Daniela Schreiber                                 | Alemanha      | 3:37.98 |                  |
| Medalha de prata  | 5    | Ida Marko-Varga Michelle Coleman Sarah Sjöström Gabriella Fagundez                         | Suécia        | 3:38.40 |                  |
| Medalha de bronze | 3    | Alice Mizzau Federica Pellegrini Erica Buratto Erika Ferraioli                             | Itália        | 3:39.84 | Recorde nacional |
| 4                 | 2    | Katinka Hosszú Ágnes Mutina Zsuzsanna Jakabos Evelyn Verrasztó                             | Hungria       | 3:41.36 |                  |
| 5                 | 6    | Theodora Drakou Theodora Giareni Nery Mantey Niangkouara Kristel Vourna                    | Grécia        | 3:42.09 | Recorde nacional |
| 6                 | 7    | Henriette Brekke Cecilie Johannessen Monica Johannessen Ingvild Snildal                    | Noruega       | 3:45.13 |                  |
| 7                 | 1    | Sviatlana Khakhlova Aksana Dziamidava Yuliya Khitraya Yana Parakhouskaya                   | Bielorrússia  | 3:45.67 |                  |
| 8                 | 8    | Sarah Blake Bateman Eva Hannesdóttir Ingibjörg Kristin Jónsdóttir Ragnheidur Ragnarsdottir | Islândia      | 3:47.39 | Recorde nacional |

Legenda
| Recorde mundial       | Recorde mundial (World record)               |                       | Recorde africano                      | Recorde africano (African) |                                           | Q | Classificado por posição (Qualified) |
| Recorde do campeonato | Recorde do campeonato (Championship record)  | Recorde da América    | Recorde da América (Americas)         | q                          | Classificado por melhor tempo (Qualified) |   |                                      |
| Melhor marca do ano   | Melhor marca do ano (World leading)          | Recorde asiático      | Recorde asiático (Asian)              | DNS                        | Não largou (Did not start)                |   |                                      |
| Recorde nacional      | Recorde nacional (National record)           | Recorde europeu       | Recorde europeu (European)            | DNF                        | Não terminou (Did not finish)             |   |                                      |
| Recorde pessoal       | Recorde pessoal do atleta (Personal best)    | Recorde da Oceania    | Recorde da Oceania (Oceania)          | DSQ / DQ                   | Desclassificado (Disqualified)            |   |                                      |
| Recorde da temporada  | Recorde da temporada do atleta (Season best) | Recorde sul-americano | Recorde sul-americano (South America) | NM                         | Sem marca (No mark)                       |   |                                      |